# Alexandre de Lameth
Pour les articles homonymes, voir Lameth.
Alexandre-Théodore-Victor, comte de Lameth, dit Alexandre de Lameth né le 28 octobre 1760 à Paris où il est mort le 19 mars 1829, est un général et homme politique français de la Révolution et de l’Empire.

## Biographie

### Famille
Alexandre de Lameth est issu d'une très ancienne famille de noblesse d'épée dont l'origine connue remonte au XIIIe siècle. Au XVe siècle Antoine Ier de Lameth, premier écuyer de Charles le Téméraire, après la mort de ce dernier en 1477 se met au service du roi de France. Il devient conseiller et chambellan de Louis XI. Il a épousé en 1460 Jacqueline d'Hénencourt. La seigneurie d'Hénencourt passe ainsi à la famille de Lameth.
Il est le frère de  d’Augustin, Théodore et Charles-Malo de Lameth.

### Avant la Révolution
Jeune noble, Alexandre de Lameth entre en 1777 dans le corps des gardes du corps du roi. Sous-lieutenant au Royal-Champagne le 30 juillet 1778, capitaine au Royal-Cavalerie le 6 novembre 1779, aide-maréchal général des logis en 1782, il participe à la Guerre d'indépendance des États-Unis où il sert comme colonel dans l'armée de Rochambeau. De sa participation à cette guerre, Alexandre de Lameth rapporte des idées de liberté qui lui apparaissent naturellement incompatibles avec les institutions séculaires de la monarchie française.
De retour en France en mars 1785 il est nommé colonel au 2e Royal-Lorraine, poste qu'il occupe aux premiers événements de 1789.

### Pendant la Révolution

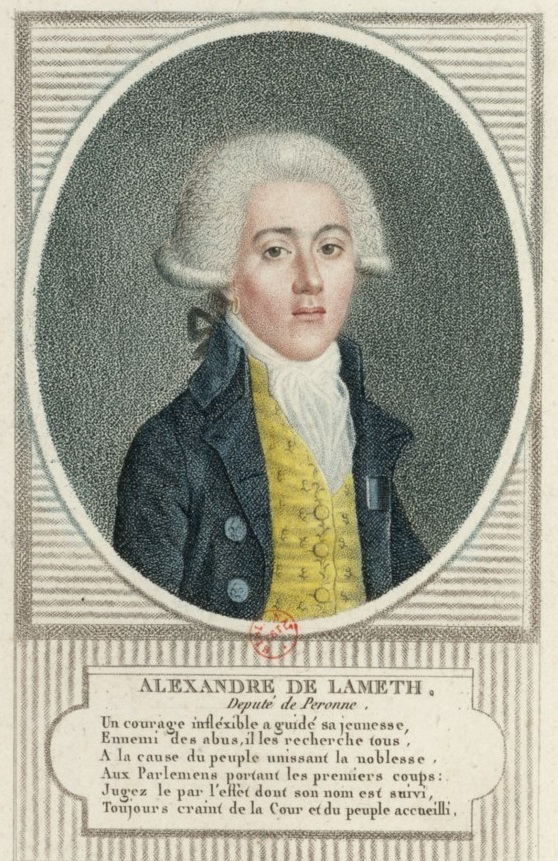
Alexandre de Lameth, député à l'Assemblée législative.
Paris, BnF, département des estampes et de la photographie, 1790-1791.

Député de la noblesse de Péronne (Somme) aux États généraux de 1789, il se rallie au tiers état avec une quarantaine d'autres députés de la noblesse et avec ses deux frères, se met à saper avec ardeur les bases de l'Ancien Régime.

#### A l'Assemblée constituante: le triumvirat

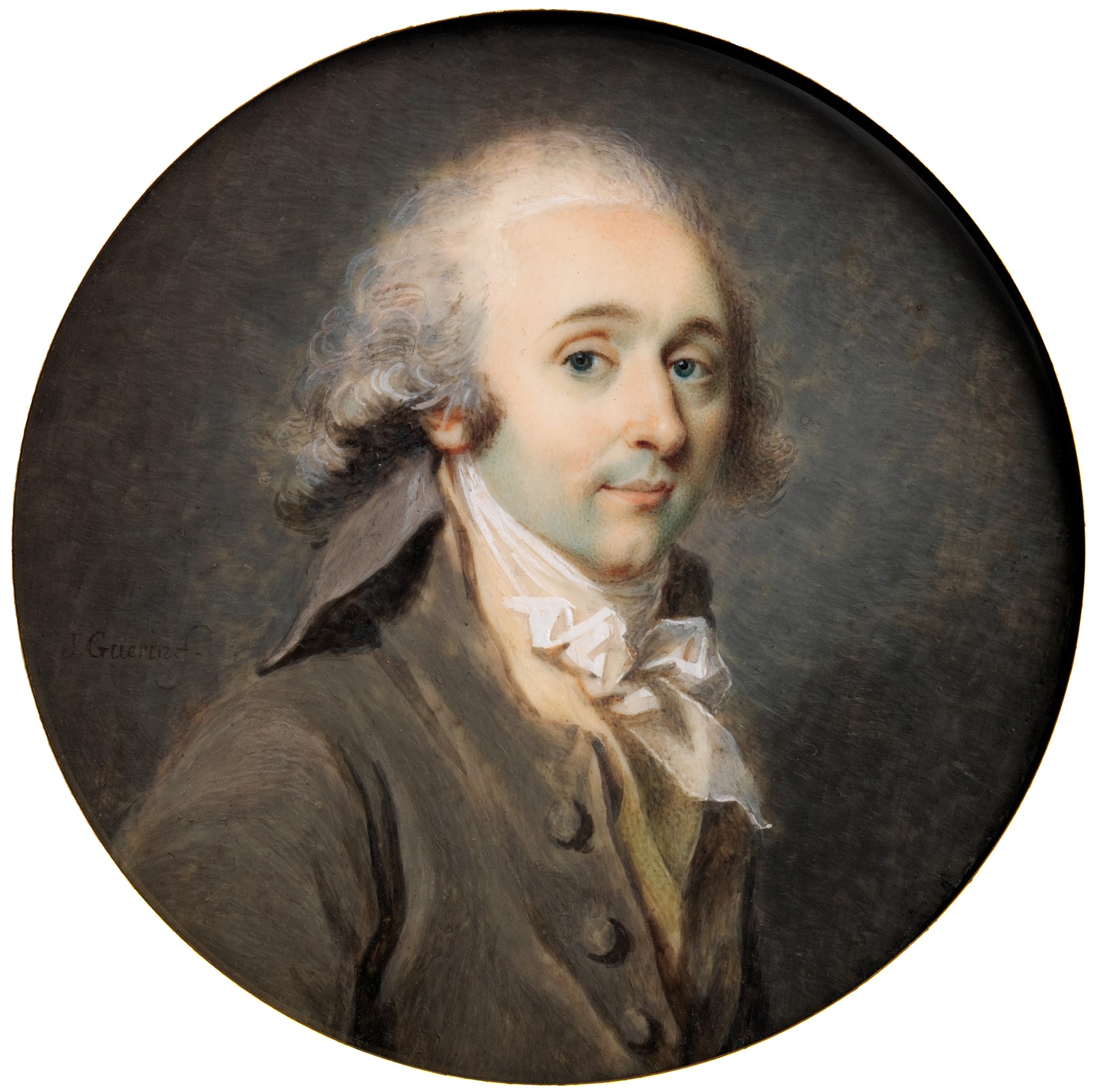
Alexandre de Lameth.
Portrait peint par Jean-Urbain Guérin, vers 1789-1790, Metropolitan Museum of Art.

Au début de l'été 1789 Alexandre de Lameth constitue avec Antoine Barnave et Adrien Duport un groupe d'action politique dénommé le « triumvirat » siégeant à l'extrême gauche de l'Assemblée et fer de lance de la Révolution avec le soutien de son frère Charles. Il est l'un des promoteurs de l'abolition des privilèges dans la nuit du 4 août 1789, privilèges dont il est l'un des détenteurs et qu'il s'empresse à se démettre. Il se signale également par son ardeur à réclamer l'abolition de ceux du clergé et la réquisition des biens ecclésiastiques pour le paiement des créanciers de l'État. Plus tard il s'oppose au veto absolu du roi, il propose la nationalisation des biens du clergé et la suppression des parlements.
Le 15 mai 1790 il demande que le droit de déclarer la guerre soit accordé à l'Assemblée législative et non à Louis XVI, exige la liberté totale de la presse, dénonce les agissement de Honoré Gabriel Riqueti, comte de Mirabeau et ses liens avec la Cour. Il présente et fait adopter un plan de réorganisation militaire écartant tout autre titre à l'avancement que le mérite et l'ancienneté. À l'Assemblée Nationale, il est nommé rapporteur de la commission pour les lois concernant le statut des Îles d'Amérique. D'abord membre de la Société des amis des Noirs favorable à l'émancipation des noirs et aux droits des hommes de couleur libres, il rompt avec ces idées et se rapproche en 1790 du Club Massiac, qui est le syndicat des planteurs, des armateurs et des négociants esclavagistes avec les Îles. Le 20 novembre 1790 il est élu président de l'Assemblée par ses collègues.
En mai 1791, à l'assemblée constituante après l'annonce de l'assassinat de Vincent Ogé à Saint-Domingue, il prend fait et cause au côté d'Antoine Barnave pour les assemblées coloniales blanches contre les droits des mulâtres, ternissant ainsi son crédit auprès de nombreux patriotes. De fait, l'assemblée constituante qui prétend solennellement avoir abrogé le servage  qui n'existe plus depuis longtemps, n'abolit l'esclavage des Noirs que sur le territoire français (28 septembre 1791), le conserve dans les colonies et révoque le 24 septembre 1791 les droits accordés le 15 mai à une partie des hommes de couleur libres.

#### Membre du Club des Jacobins

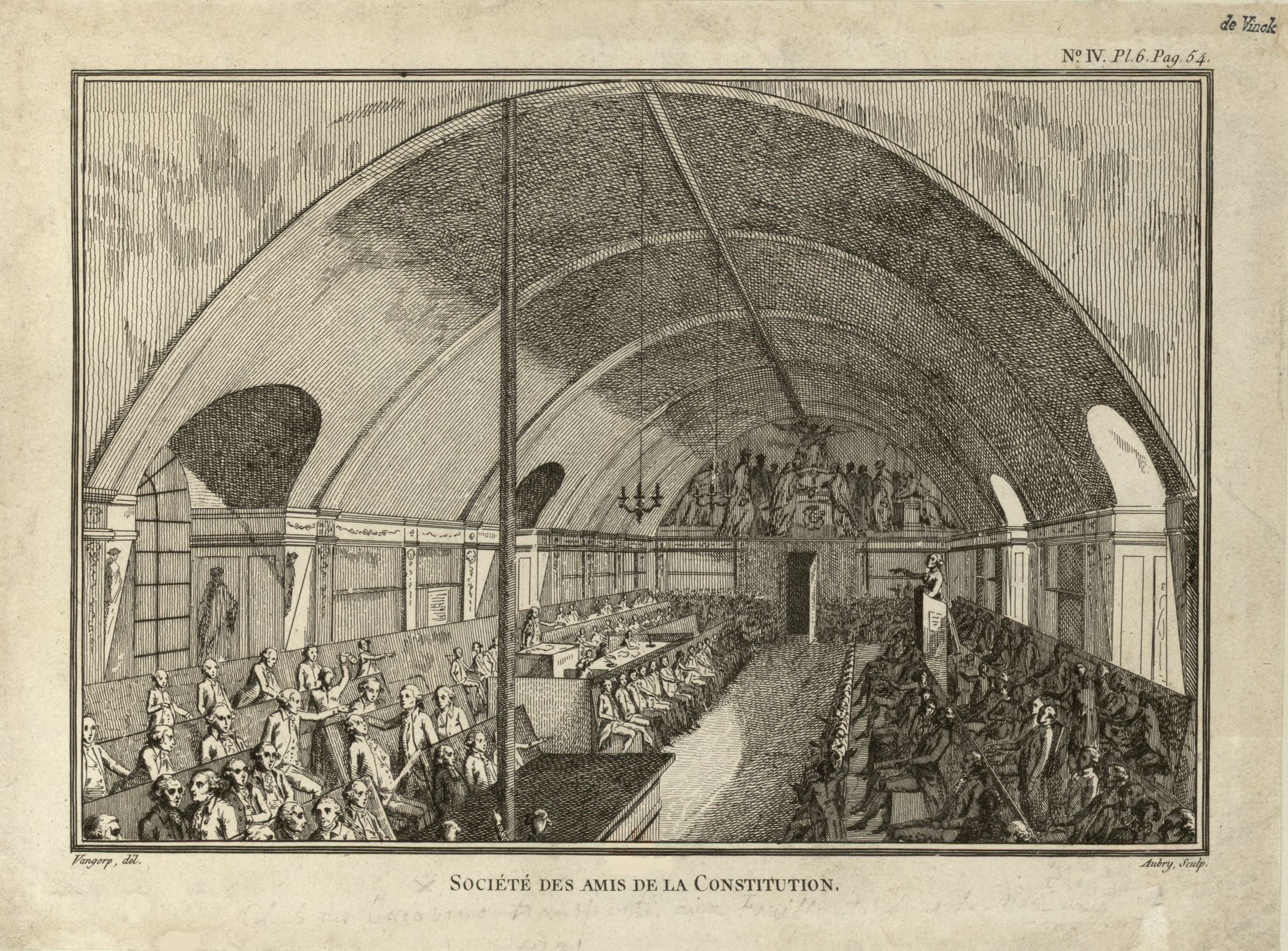
Lameth présidant une séance du club des Jacobins en janvier ou février 1791.

En novembre 1789, il est l'un des fondateurs avec Mirabeau, Robespierre, La Fayette, Pétion, Barnave et Duport, de la Société des amis de la Constitution et de la Liberté qui devient le Club des Jacobins. Il est l'un des membres les plus influents du club des Jacobins, avec Antoine Barnave et Adrien Duport, mais ne peut résister à la montée en puissance de Robespierre.
Au cours de l'hiver 1791-1792, avec son frère Charles, il inspire La Gazette universelle, journal qui publie les articles favorables à la guerre. Il espère qu'une démonstration diplomatique et militaire de l'étranger fasse accepter aux Français une révision constitutionnelle.

#### Émigré
Quand il voit le vieil édifice prêt à s'effondrer après la fuite du roi à Varennes, il prend peur et veut retourner en arrière, mais il n'a plus assez d'influence. Lors de la déclaration de guerre à l'Autriche le 20 avril 1792, il est promu maréchal de camp le 7 mai 1792 à l'armée du Nord commandée par Luckner. Le 10 août 1792, il passe à l'ennemi avec Joseph-Gilbert Motier, marquis de La Fayette. Il est fait prisonnier avec lui et enfermé dans les mêmes prisons.
Au même moment il est décrété d'accusation le 13 août 1792 à la suite de la découverte, dans l'armoire de fer de Louis XVI, d'un mémoire écrit de sa main en faveur des émigrés et des prêtres réfractaires. Jules Michelet, in Histoire de la Révolution Française va jusqu'à écrire qu'il reprit la correspondance secrète de Mirabeau - que Lameth avait pourtant contribué à destituer - avec le roi. Il est délivré au bout de trois ans, à la suite de démarches de sa mère, sœur du maréchal de Broglie, et se retire en Angleterre.
Il se lie à Londres avec les principaux membres du parti whig : Fox, Grey... Mais déclaré indésirable par William Pitt, il quitte Londres pour rejoindre à Hambourg son frère Charles. Il rentre en France en 1796, mais doit émigrer de nouveau après le Coup d'État du 18 fructidor an V (4 septembre 1797). Il attend l’avènement du Consulat pour retrouver sa patrie.

### Sous le Consulat et le Premier Empire
Après son retour définitif en 1800, il devient successivement préfet des Basses-Alpes le 23 germinal an X et préfet du Rhin-et-Moselle le 12 pluviose an XIII), de la Roer le 3 mai 1806 et du Pô le 12 février 1809. Outre le titre de baron de l'Empire qu'il reçoit le 14 février 1810, il a été fait chevalier de la Légion d'honneur (an XII), puis le 16 juillet 1811, officier de l'ordre et maître des requêtes au Conseil d'État.
Dans les Basses-Alpes il installe l’évêque dans ses fonctions et remet en état et augmente le réseau routier. Il crée à Digne une promenade ombragée entre le pré de Foire et les rives de la Bléone, plante des platanes sur le boulevard Gassendi. Il est très populaire dans ce département.
Partisan de la déchéance de Napoléon Ier, il est promu à la première Restauration lieutenant général le 31 décembre 1814 et nommé préfet de la Somme.
Toutefois, au retour de l'île d'Elbe, il prend parti pour son ancien bienfaiteur, et accepte de lui un siège à la Chambre des pairs des Cent-Jours. Il y prend la parole pour repousser les mesures de rigueur adoptées par la Chambre des représentants contre les royalistes.

### Sous la Restauration

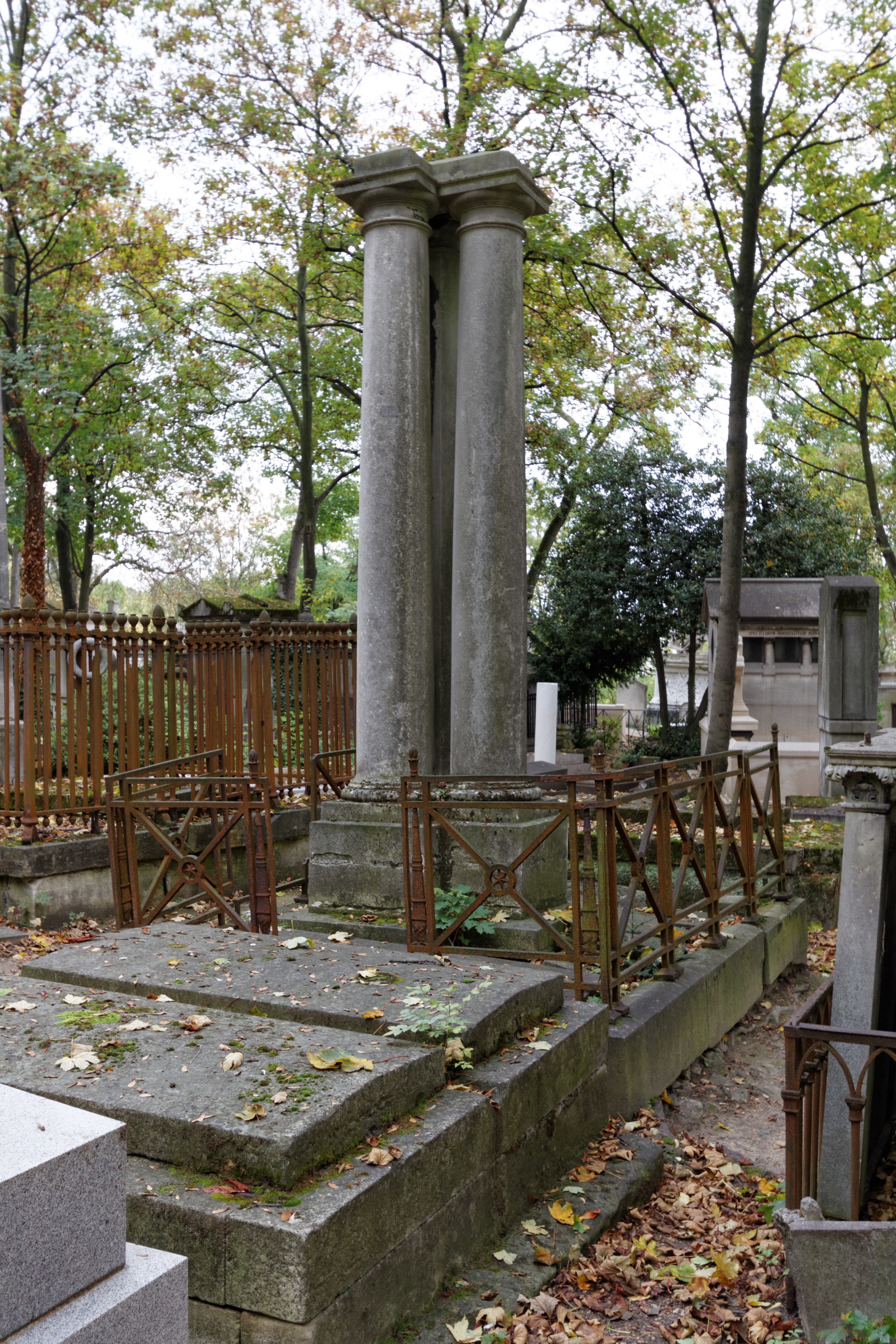
Tombe au cimetière du Père-Lachaise.

Sous la Restauration, Louis XVIII de France lui fait triste mine. Le 2 juillet 1816 il demande sa retraite comme préfet, ce qui lui est refusé. Le 16 octobre suivant, le ministre de la Guerre lui octroie une pension militaire de 4 000 francs pour ses quarante ans de service.
Déchu de sa pairie, il est élu avec 1 081 voix député de la Seine-Inférieure le 24 avril 1820 (1 853 votants et 4 080 inscrits) contre 678 voix à Ribard, en remplacement de M. Lambrechts qui a opté pour le Bas-Rhin. Il siège jusqu'en 1824 sur les bancs de la gauche, et prend une part active aux discussions importantes, combattant sans relâche le ministère Villèle dont la politique lui semble tendre à la violation de la Charte de 1814 et au renversement de la monarchie constitutionnelle.
Non réélu en 1824, il rentre à la Chambre le 17 novembre 1827 comme député du 1er arrondissement de Seine-et-Oise (Pontoise), élu par 177 voix sur 261 votants et 290 inscrits, contre 62 à M. de Gouy d'Arsy. Il reprend sa place à gauche et défend avec talent les idées libérales. Il fait partie des créateurs du comité philhellène de Paris.
Après sa mort survenue le 19 mars 1829, son frère Charles Malo de Lameth, lui succède comme député.
Il est enterré dans la 28e division du cimetière du Père-Lachaise.

### Sources primaires
- 1789 - Opinion du chevalier Alexandre de La Meth, a la séance du samedi 8 août 1789, dans l'Assemblée nationale
- 1790 - Opinion de M. Alexandre de Lameth, député de Pérone, sur la constitution militaire. Prononcé à la séance du 9 février 1790
- 1790 - Décrets rendus sur l'admission et l'avancement militaire; Précédés du rapport fait à l'Assemblée nationale, au nom du Comité militaire
- 1790 - Louis XIV au Manège. Dialogue entre Louis XIV, Alexandre Lameth, D'Eprémesnil, Mirabeau, Barnave
- 1790 - La résurrection du collier, par M. Lameth et compagnie
- 1791 - Rapport fait à l'Assemblée nationale, au nom des Comités militaire et diplomatique
- 1824 - Un Electeur à ses collègues
- 1828 - Histoire de l'Assemblée constituante. Tome premier